# Sun Ming Ming
Sun Ming Ming (poenostavljeno kitajsko: 孙明明; tradicionalno kitajsko: 孫明明; pinjin: Sūn Míngmíng), kitajski košarkar, * 23. avgust 1983, Dajan, Heilongjiang, Kitajska.

## Življenjepis
Rojen je bil v majhnem kitajskem mestecu Dajan, blizu Harbina, v provinci Heilongjiang. Visok je 236 cm in tehta 168 kg. Košarke ni začel igrati pred petnajstim letom, ko je bil visok že 200 cm. V Ameriko je prišel  leta 2005, da bi treniral za NBA kariero. To mu je pri Los Angeles Lakersih skorajda uspelo, toda ni bil sprejet.

## Zdravje
Po mnogih zdravniških preiskavah je bilo ugotovljeno, da ima znake možganskega tumorja, ki je posledica prevelike količine rastnega hormona. Operacija je bila napovedana za 31. avgust leta 2005, ampak Sun ni imel niti zdravstvenega niti  denarja za operacijo.  Operacija je bila odpovedana, a je njegov agent Charles Bonsignore ustanovil dobrodelni fund. Tumor je bil odstranjen 26. septembra 2005 in ponovno je zaigral.

## Zanimivosti
Po operaciji ga je sprejel klub Dodge City Legend, v Dodge Cityju v Kansasu; 30. marca 2006. 31. januarja 2007, je sprejel pogodbo z Maryland Nighthawksi iz Ameriške košarkaške zveze. Lastnik Tom Doyle je dejal: » To, da imamo njega, koristi prodaji vstopnic.«
Sun Ming Ming se je velikokrat pojavil na televizijskih zaslonih in kino platnih. Verjetno je najbolj znana njegova pojavitev v filmu Ful Gas 3, z Jackiem Chanom in Chrisom Tuckerjem ob strani. Njegova velikost noge ustreza ameriški številki 20.